# Frío industrial

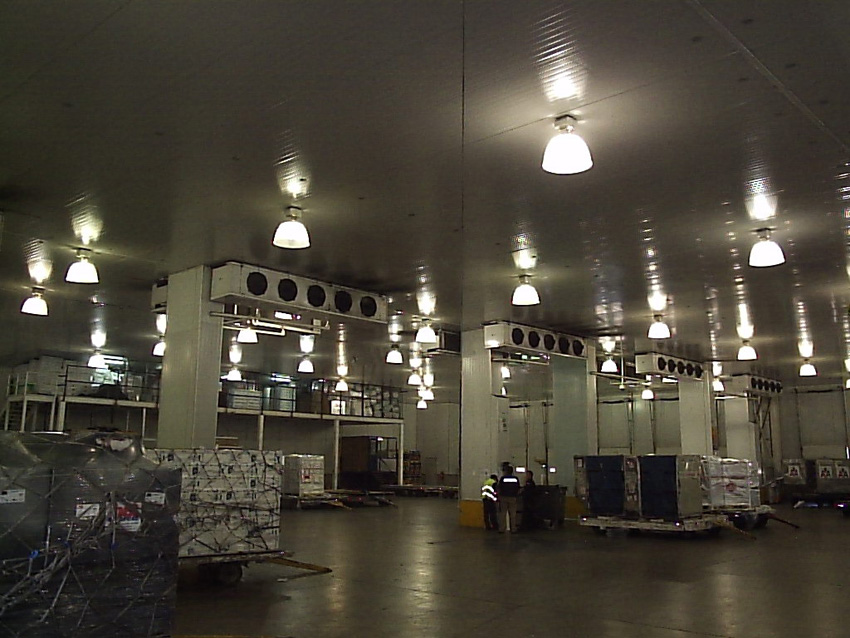
Planta de frío industrial.

Frío industrial es el nombre que recibe la actividad tecnológica de diseñar, construir, introducir y mantener máquinas frigoríficas, así como sus instalaciones.
El frío industrial, mediante máquinas frigoríficas, opera sistemas frigoríficos de distintas configuraciones y capacidades conforme el proceso industrial lo requiera. 
Asimismo, es sumamente importante cumplir con la normativa vigente en la UE para el cuidado y la protección de la capa de ozono. 
Puede diferenciarse entre:
- Sistemas frigoríficos para cámaras de refrigeración y frigoríficos, configurados en naves o en plantas industriales para almacenamiento o congelado de alimentos.

- Transporte marítimo, terrestre y aéreo de carga que requiera baja temperatura de almacenamiento.

- Centrales de frío en el comercio al por menor y máquinas dispensadoras que pueden operar entre 1 y 4°C[1] para mantener los productos frescos y entre -18 y -30 °C para los congelados.[2]

- Sistemas de enfriamiento de agua en edificios, hoteles y hospitales. Si bien estos equipos corresponden a los sistemas centralizados de climatización, por su potencia y capacidad pueden considerarse perfectamente como equipamiento de frío industrial; no así el equipamiento de aire acondicionado de expansión directa.

- Operación y Mantenimiento general de sistemas industriales de refrigeración (O&M).